# صالح النعيمة
صالح محمد النعيمة، لاعب دولي سابق، ولاعب نادي الهلال السعودي والمنتخب السعودي حقق بطولات كثيره مع نادي الهلال والمنتخب السعودي.

## بداية حياته
بدأ صالح النعيمة «الإمبراطور» حياته الرياضية صباح يوم الأحد 10\10\1396 هـ، 1976م أي يوم توقيعه رسميًا في كشوفات الهلال وظل لمدة عام كامل احتياطيًا ثم لعب أول مباراة له يوم الجمعة 10\10\1397هـ أمام القادسية وسجل أول أهدافه في هذه الفضل في تسجيل صالح النعيمة في الكشوفات الهلالية يعود لمؤسس الهلال شيخ الرياضيين الأستاذ عبد الرحمن بن سعيد الذي كان أول من توقع له مستقبلاً باهرًا وقع عليه الاختيار عام 1398هـ للمشاركة مع المنتخب الوطني في زمن قياسي نوعاً ما وشارك مع المنتخب كلاعب أساسي في البطولة الآسيوية التي أقيمت في بانكوك وفي 1990م أقيم حفل اعتزال كبير حضرة نخبة من النجوم المملكة والخليج والعرب اقيمت مباراة بين الهلال ونجوم العالم بقيادة زيكو وانتهت بالتعادل 1/1 واستطاع قيادة المنتخب السعودي للحصول علي كأس أمم آسيا عام 1984م وعام 1988م ويعتبر صالح النعيمة رمز كرويا في عالم الكرة السعودية والخليجية ومدرسة في الدفاع، ويعد موهبة نادرة في مركزة قلب الدفاع يصعب تعويضها يذكر أن النجم النعيمة سجل أربعة وأربعون هدفًا، كان آخرها في مرمى نادي الأهلي في موسم 1410 في المباراة التي انتهت بفوز الهلال 3/1.
في عام 1417هـ أصدر الرئيس العام لرعاية الشباب، آن ذاك الأمير الراحل فيصل بن فهد بن عبد العزيز آل سعود قرارًا بمنع النعيمة من دخول المنشآت الرياضية السعودية بعد دخول النعيمة عندما كان إداريًا في نادي الهلال أرضية استاد الملك فهد واحتجاجه على قرار الحكم عمر المهنا بإلغاء هدف صحيح لصالح الهلال السعودي ضد غريمه التقليدي النصر السعودي.

## المشاركات والإنجازات
- عام 1399هـ مثل المنتخب في دورة الخليج الخامسة وحقق المنتخب المركز الثالث في تلك البطولة.
- عام 1399هـ شارك زملاءه نجوم نادي الهلال في الفوز بدرع الدوري للمرة الثانية.
- عام 1400هـ حقق مع فريقه كأس الملك بعد فوزهم على الشباب 3\1 .
- عام 1402هـ شارك مع زملاءه في تحقيق كأس الملك بعد فوزهم على نادي الإتحاد 3\1.
- عام 1405هـ حقق مع فريقه بطولة الدوري الممتاز.
- عام 1405هـ قاد المنتخب الأول لتحقيق كأس آسيا الثامنة لأول مرة في سنغافورة.
- عام 1406هـ قاد نادي الهلال السعودي للفوز بالدوري الممتاز للمرة الرابعة.
- عام 1406هـ قاد نادي الهلال السعودي لتحقيق أول بطولة خارجية ألا وهي كأس الخليج.
- عام 1407هـ حقق مع فريقه أولى بطولاته من كأس الإتحاد.
- عام 1408هـ حقق مع الهلال بطولة الدوري الممتاز للمرة الخامسة.
- عام 1409هـ قاد فريقه للفوز بكأس الملك من أمام نادي النصر بنتيجة 3\0.
- عام 1410هـ قاد الهلال للفوز بالدوري الممتاز للمرة السادسة.
- عام 1410هـ قاد الهلال لتحقيق بطولة كأس الإتحاد.

## المباريات والأهداف
- لعب صالح النعيمة 150 مباراة دولية.
- سجل مع نادي الهلال السعودي 39 هدف.
- سجل مع المنتخب السعودي 6 أهداف.
- أول هدف سجله في تاريخه كان في مرمى نادي القادسية موسم 1398هـ.
- أول هدف في مباراة نهائية كان عام 1402هـ في نهائي كأس الملك أمام نادي الاتحاد السعودي وانتهت المباراة بفوز نادي الهلال 3\1 .
- آخر هدف سجله في لقاء نهائي كان في نهائي كأس آسيا عام 1988م في مرمى منتخب كورياالجنوبية.
- أكثر الفرق إستقبالاً لأهدافه كان مرمى نادي القادسية السعودي حيث سجل فبه 6 أهداف.
- أقل الفرق استقبالاً لأهدافه كان مرمى نادي النصر السعودي حيث سجل فيه هدفاً واحداً.

## بطولات حققها
- الدوري الممتاز (5) بطولات.
- كأس الملك (4) بطولات.
- كأس آسيا (مرتين).
- بطولة أندية الخليج مرة واحدة.
- كأس الاتحاد لكرة القدم مرتين.

## القاب حققها
* اختير للمنتخب السعودي عام 1978م
- اختير قائداً للمنتخب الأول عام 1981م في تصفيات المجموعة الثالثة للوصول لكأس العالم 82م التي أقيمت في الرياض.
- كلف مسؤولية قيادة الهلال عام 1982م.
- أكثر اللاعبين السعوديين حملًا للبطولات ككابتن بعد يوسف الثنيان.
- الكابتن السعودي الوحيد الذي استمر قائدًا للمنتخب أكثر من 10 سنوات
- حمل كأس الأمم الآسيوية ككابتن للمنتخب السعودي مرتين 1984م - 1988م، وهو اللاعب الوحيد الذي نال هذا الشرف محليًا وعربيًا وآسيويًا.
- حمل كأس الخليج للأندية مرة واحدة.
- حمل كأس الملك ككابتن للهلال 3 مرات.
- حمل درع الدوري الممتاز ككابتن للهلال 4 مرات.
- حمل كأس الاتحاد السعودي ككابتن للهلال مرة واحدة.
- حمل كأس التصفيات الأولية لكأس العالم التي أقيمت في الرياض.
- حصل على لقب اللاعب المثالي والممنوح من اللجنة الأولمبية السعودية 3 مرات 1981م - 1983م - 1984م.
- حصل على لقب أفضل مدافع آسيوي عام 1984م.
- حصل على لقب أفضل مدافع آسيوي عام 1988م.
- اختير كابتنا لمنتخب العرب في مباراته الودية أمام نجوم هولندا التي أقيمت في الدوحة عام 1985م كأول كابتن لمنتخب عربي يتم تشكيلة.
- حصل على لقب أفضل لاعب في بطولة الأندية الخليجية الرابعة عام 1986م.
- أفضل لاعب عربي في البطولة العربية الخامسة للأندية أبطال الدوري عام 1986م.
- حصل على جائزة التفوق الرياضي للجنة الأولمبية الدولية عام 1988م.
- اختير كابتنا لمنتخب المشرق العربي في مباراته أمام منتخب المغرب العربي في القاهرة عام 1989م.
- أفضل لاعب عربي عام 1989م والممنوح من مجلة الرياضي العربي.
- حمل بطولة آسيا للأندية أبطال الكؤوس كمدير للفريق الأول بالهلال.
- لعب طوال مشواره الرياضي أكثر من 150 مباراة دولية.
- سجل خلال مشواره الرياضي 45 هدفًا منها 6 أهداف مع المنتخب. و36 هدفًا مع الهلال.
- حقق الرقم القياسي للاعب الكابتن على المستوى العربي والآسيوي في الصعود للمنصة فقد صعد للمنصة 38 مرة مع ناديه ومنتخب بلاده.
- اختير من قبل اللجنة الأولمبية الدولية كأفضل لاعب سعودي في القرن الماضي.
- اختير لاعب القرن الخليجي في الاستفتاء الذي أجرته صحفية الأنباء الكويتية عام 2002م
- المدافع الوحيد الذي سجل في جميع فرق الدوري.
- أختيرلقيادة المنتخب وعمره لم يتجاوز 22 عاماً
- النعيمة بدأ حياته الرياضية ببطولة الدوري واختتمها ببطولة الدوري.
- انجاز القرن

آخر إنجازات الإمبراطور هو إنجاز القرن حيث وقع عليه الاختيار من قبل اللجنة الأولمبية الدولية ليكون أفضل لاعب سعودي في القرن الماضي لاعب القرن وتحقيق هذا الإنجاز الذي هو ليس بمستغرب على لاعب كبير مثل صالح النعيمة
يأتي لكون هذا اللاعب أفنى زهرة شبابه خدمة لفريق بلده وناديه ثم تأتي المكافأة من اللجنة الأولمبية الدولية الدولية اعترافاً وإنصافاً لهذا اللاعب الكبير بعد عشر سنوات من قرار اعتزاله للكرة نهائياً.

## الاعتزال
أعلن صالح النعيمة اعتزاله كرة القدم رسميًا عام 1990م وأقيم حفل اعتزال كبير بمدينة الرياض يوم الأحد 26 ذي القعدة 1411هـ في بملعب الامير فيصل بن فهد حضره نخبة من نجوم المملكة والخليج والعرب، إذ أقيمت مباراة بين نادي الهلال ونجوم العالم وانتهت بالتعادل 1-1.